# Imielin
Imielin is een stad in het Poolse woiwodschap Silezië, gelegen in de powiat Bieruńsko-lędziński. De oppervlakte bedraagt 28,04 km², het inwonertal 7854 (2005).

## Verkeer en vervoer
- Station Imielin